# Gaietà Vilella Puig

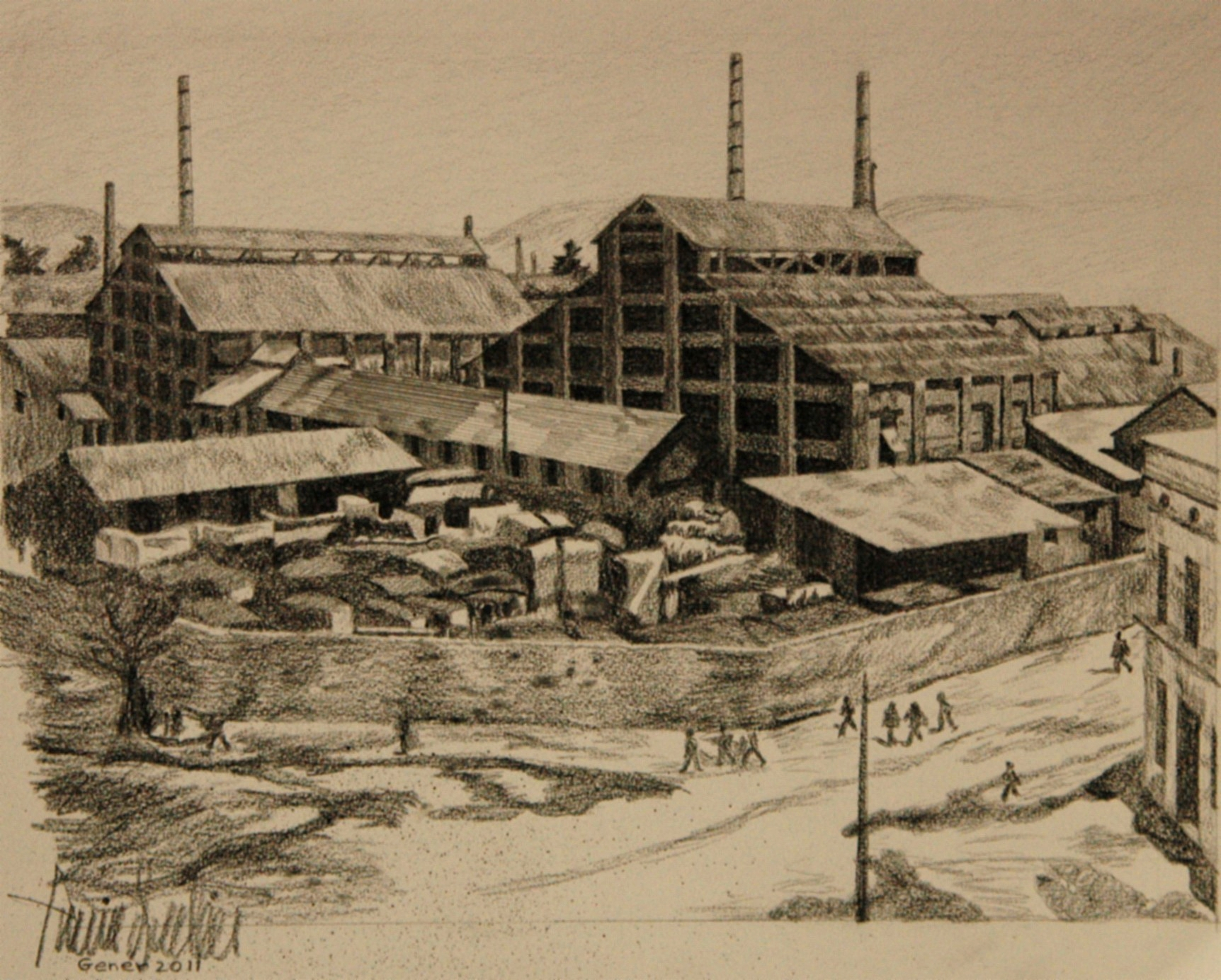
Recreació de la fàbrica de Poblenou al carrer Fluvià, 11.

Gaietà Vilella Puig (Reus, Baix Camp, 1898 − Barcelona, 1966) fou un polític i financer català, diputat a les Corts Espanyoles durant la Segona República.

## Biografia
Fundador, amb el seu germà Joan, de la Banca Vilella de Reus, després integrada en el Banco de Vizcaya (1969). Atret per l'art i l'arqueologia, ajudà diversos museus de Barcelona, especialment el Museu Marés, i en fundà un de privat a Camprodon, on hi tenia una col·lecció de càntirs.
Militant de la Lliga Catalana, fou elegit diputat per la província de Tarragona a les eleccions generals espanyoles de 1933 i candidat del Front d'Ordre, també per la Lliga, a les eleccions del febrer de 1936.
El 1926 va agafar el relleu a l'empresa familiar "Juan Vilella, S. en C." que havia fundat el seu avi i remuntat el seu pare, i amb el seu germà fundà "Juan y Cayetano Vilella, S. en C.". La nova direcció de l'empresa va entrar al negoci d'importació i refinat del petroli amb el nom de "La Pennsylvania". Van fundar també la "Compañía Reusense de Automóviles La Hispania". Una secció de l'empresa es dedicava a temes bancaris.
El 1949, "Juan y Cayetano Vilella" canvia el seu nom i passa a denominar-se Banca Vilella coincidint amb el moment en què l'empresa familiar separa el negoci bancari de la resta d'activitats empresarials de la família. L'entitat es consolida fent de la defensa de l'economia agrícola i industrial de l'àrea d'influència de Reus, el punt més important de l'activitat de la Banca Vilella.
Més enllà del negoci financer, Gaietà Vilella va tenir vocació cultural. El 1943 fou soci fundador de l'Associació de Bibliòfils de Barcelona amb Joan Prats i Tomàs, Joan Sedó i Peris-Mencheta, Alfons Macaya i Josep Porter, que va fer edicions de bibliòfil de clàssics catalans. El 1951 fou fundador i primer president de l'Associació d'Estudis Reusencs (AER). Era soci d'honor del Centre de Lectura de Reus i tenia la Encomienda de Alfonso X el Sabio.
Posteriorment a la seva mort, el 31 d'octubre de 1969 se signava l'absorció la xarxa d'oficines de la Banca Vilella a Catalunya per part del Banco de Vizcaya, d'aquesta manera el banc basc va aconseguir ampliar de manera considerable la seva implantació a Catalunya. En l'actualitat el Banco de Vizcaya forma part del grup BBVA